# Ixabepilone
Ixabepilone (INN, còn được gọi là azaepothilone B, tên mã BMS-247550) là một loại dược phẩm được phát triển bởi Bristol-Myers Squibb như một loại thuốc hóa trị ung thư.

## Lịch sử
Ixabepilone là một chất tương tự bán tổng hợp của epothilone B, một hợp chất hóa học tự nhiên được sản xuất bởi Sorangium cellulum. Bản thân Epothilone B không thể được phát triển như một loại dược phẩm vì tính ổn định trao đổi chất và dược động học kém. Ixabepilone được thiết kế thông qua hóa dược để cải thiện các tính chất này.

## Dược lý
Giống như Taxol, Ixabepilone hoạt động để ổn định vi ống. Nó rất mạnh, có khả năng gây tổn hại cho các tế bào ung thư ở nồng độ rất thấp và duy trì hoạt động trong trường hợp tế bào khối u không nhạy cảm với các loại thuốc gây nghiện.

## Sự chấp thuận
Vào ngày 16 tháng 10 năm 2007, Cục Quản lý Thực phẩm và Dược phẩm Hoa Kỳ đã phê duyệt ixabepilone để điều trị ung thư vú di căn tích cực hoặc tiến triển cục bộ không còn đáp ứng với các hóa trị liệu hiện có. Vào tháng 11 năm 2008, EMEA đã từ chối ủy quyền tiếp thị cho Ixabepilone.
Ixabepilone được quản lý thông qua tiêm, và được bán trên thị trường dưới tên thương mại Ixempra.

## Sử dụng lâm sàng
Ixabepilone, kết hợp với capecitabine, đã chứng minh hiệu quả trong điều trị ung thư vú di căn hoặc tiến triển cục bộ ở bệnh nhân sau khi thất bại với anthracycline và taxane.
Nó đã được điều tra để sử dụng trong điều trị u lympho không Hodgkin. Trong thử nghiệm ung thư tuyến tụy giai đoạn hai, nó cho thấy một số kết quả đầy hứa hẹn (sử dụng một mình). Các thử nghiệm kết hợp trị liệu đang diễn ra.